# 浙皖荚蒾
浙皖荚蒾（学名：Viburnum wrightii）为忍冬科荚蒾属下的一个种。种名wrightii以19世纪美国生物学家Charles Wright的名字命名。